# موج گرما (فیلم ۱۹۸۲)
موج گرما (انگلیسی: Heatwave) فیلمی به کارگردانی فیلیپ نویس است که در سال ۱۹۸۲ منتشر شد. از بازیگران آن می‌توان به جودی دیویس و بیل هانتر اشاره کرد.